# Diecéze Aléria
Diecéze Aléria je titulární diecéze římskokatolické církve.

## Historie
Diecéze Aléria byla založena asi v 6. století. První písemná zmínka o tomto sídle pochází z roku 591 v dopise Řehoře I. Velikého adresovaného biskupu Martinovy z Tainy (Tanata?).
Diecéze byla zrušena 29. listopadu 1801 bulou Qui Christi Domini papeže Pia VII. a její území přešlo k diecézi Ajaccio.
Dnes je využívána jako titulární biskupské sídlo; současným titulárním biskupem je Guido Fiandino, emeritní pomocný biskup arcidiecéze Turín.

## Seznam titulárních biskupů
- Guido Fiandino (od 2002)